# Laibach (album)
Laibach - debiutancki album zespołu Laibach wydany w 1985 roku. 

## Lista utworów
1. Cari Amici Soldati – 1:51
2. Sila – 4:02
3. Sredi Bojev – 8:08
4. Država – 4:31
5. Dekret – 4:12
6. Mi kujemo bodočnost – 4:45
7. Brat moj – 5:54
8. Panorama – 4:37
9. Policijski hit (N.Y. 1984) – 3:28
10. Prva TV generacija– 2:59